# روبين سيبيدا
روبين سيبيدا (بالإسبانية: Rubén Cepeda)‏ هو لاعب كرة قدم تشيلي في مركز الوسط، ولد في 17 يونيو 1994 في تشيلي. لعب مع Deportes Temuco ‏.

## وصلات خارجية
- روبين سيبيدا على موقع قاعدة بيانات كرة القدم.إي يو (الإنجليزية)
- روبين سيبيدا على موقع Soccerway.com (الإنجليزية)
- روبين سيبيدا على موقع AS.com (الإسبانية)